# 鄒襲
鄒襲（1435年—？），字繼芳，江西吉安府永新縣人，明朝政治人物。進士出身。

## 生平
山東鄉試第四十九名。成化二年（1466年）丙戌科會試第三百四十七名，殿試登進士第二甲第六十名。

## 家族
曾祖鄒惟敬。祖父鄒鈞。父亲鄒儶。